# جوزا (الكرك)
جوزا قرية في محافظة الكرك في الأردن تتبع لقضاء عي، بلغ عدد سكانها 1467 نسمة وفق أحصاء سنة 2015.